# عربي تعريفة (فلم)
عربي تعريفة (2003) فيلم مصري، من إخراج عمرو عرفة وسيناريو حازم الحديدي. لم يكتمل إنتاجه بسبب وفاة بطله علاء ولي الدين. صورت بعض مشاهد الفيلم في «البرازيل» قبل ان يتوقف العمل.

## القصة
تدور الأحداث حول الشاب البسيط علاء ولي الدين الذي يعيش في الأسكندرية مع والدته (خيرية أحمد) وصديقه سامح (شريف منير).

## طاقم العمل
- علاء ولي الدين.[1]
- حنان ترك
- شريف منير
- خيرية أحمد
- سعيد طرابيك
- سلمى غريب
- دنيا مسعود